# Chính phủ có chủ quyền Yidindji
Chính phủ có chủ quyền Yidindji là một vi quốc gia của thổ dân Úc và là một phần của chủ quyền của Thổ dân Úc. Chính phủ này được lãnh đạo bởi Murrumu Walubara Yidindji và các thành viên của quốc gia Yidindji đã từ bỏ quan hệ pháp lý với Úc vào năm 2014. Vùng đất mà họ tuyên bố chủ quyền nằm ở bang Queensland và trải dài "về phía nam của Port Douglas, qua Cairns, qua Atherton Tablelands và 80 km (50 mi) ngoài khơi". Tổng trưởng nước này là Gudju Gudju Gimuybara, trong khi Murrumu là bộ trưởng ngoại giao và thương mại.
Chính phủ Yidindji hy vọng sẽ ký một biên bản ghi nhớ với Khối thịnh vượng chung Úc. Chính phủ này cũng đang "tiếp cận với các nước như Nga và Venezuela để thiết lập quan hệ ngoại giao".
Chính phủ Yidindji có hệ thống cấp giấy phép lái xe riêng. Murrumu đã bị cảnh sát buộc tội vào tháng 5 năm 2015 sau khi bị bắt với giấy phép và biển số đăng ký do chính phủ Yidindji cấp chứ không phải chính phủ bang Queensland.